# Nelson H. Barbour
Nelson Homer Barbour (New York, 1824. augusztus 21. – Tacoma, 1905. augusztus 30.) millerita, majd adventizmus mozgalmához tartozó evangélium-hirdető. Leginkább a Charles Taze Russell-lel 1876-tól 1881-ig tartott kapcsolata miatt vált ismertté.

## Életének korai szakasza
Nem sokkal születése után Stueben County-i Cobocton-ba költöztek; 15 évesen a Temple Hill Academy iskolában tanult Gensecóban. Itt azonosult a Metodista Püspöki Egyház tanításával és evangélium-hirdető életvitelre készült Feris-presbiter felügyelete alatt. Mivel presbiteri nevelést kapott, nehézségei voltak a metodista elképzelések felfogásában; úgy tűnt, hogy farmerként sikeresebb lehetne az élete, mint papként. Ennek ellenére eltökélt volt: ha pap nem is lehet, akkor is az evangéliumot fogja hirdetni.
19 évesen kezdte meg munkáját, mint független szónok. Nem hitt a legbölcsebb és legszeretőbb Atya tételben, hiszen az ember elbukott (bűnbeesett), a sorsa a véletlennek van kitéve, ingadozik egy közömbösen tüzes egyház elnyomó uralma és a fanatikus ördög kínálta pillanatnyi élvezetek között. Arra a következtetésre jutott, hogy a bűnbeesést Isten egy bölcs céllal engedte meg; az Istennek terve van az emberiséggel, amely mindenképpen megvalósul.
Az 1844-es úgynevezett nagy kiábrándulás után néhány évig még az ingadozó hitben maradt, de aztán maga kezdte tanulmányozni a Bibliát. A tanulmányozáshoz felhasználta kora (a 19. század közepe) számos tudósának kutatását, az új elképzelések teljesen megközelítési módját. Arra a következtetésre jutott, hogy az egyházakban uralkodó bábeli zűrzavar oka azok tanításában megbúvó hibák, rosszul értelmezett példabeszédek, szó szerinti értelmezés helyett példázatnak tekintés. 1869-ben saját munkáját publikálta Evidences for the Coming of the Lord in 1873, or The Midnight Cry címen. Ebből két kiadás is készült. 1873-1874-ben akadozva indította el folyóiratát, a The Midnight Cry-t, aminek nevét hamarosan Herald of the Morningra változtatta. A magánéletéről csak nagyon keveset tudunk. Több különböző forrás szerint házas volt, egy utalás szerint Ausztráliában aranybányászként is dolgozott, mielőtt Amerikába költözött és elkezdte volna a misszionárius szolgálatát.

## Jelentőségteljes változások
1876. kora tavasszal Charles Taze Russell üzleti úton van, amikor a Herald of the Morning egy példánya a kezébe kerül és felkelti érdeklődését, és Philadelphiába személyes találkozóra hívja. Hasonló elképzeléseik voltak, és mindkettőjüket a Biblia fedezte fel; Russell egy pittsburghi Biblia-tanulmányozó csoport vezetője volt, Barbour pedig a legújabb nézeteket sajátította el és adta közre újságjában. Russell felvilágosítást adott Krisztus második eljövetelének természetét illetőleg, a Váltságáldozatról, a keresztény hitvallás hibáiról. Barbour felvilágosítást adott a bibliai és prófétai kronológiát illetően, a betakarítás (az Istenhez hű emberek kiválogatása) elkezdődött, Krisztus visszatérése közel: 1878-ban, amikor Átváltozás ideje lesz az igazságosok számára.
Az újság olvasói általában elégedetlen adventisták voltak, akik még emlékeztek a Nagy Kiábrándulásra, közben az adventisták kezdtek felhagyni a hittel az elmaradt eljövetel miatt. – Russell anyagi támogatást adott Nelsonnak, hogy minél több emberhez eljuttathassa az eljövetel hírét; így Barbour 1877-ben kiadta könyvét, a Three Worlds; or Plan of Redemptiont melyben kifejtette nézeteit a meghatározott időről és figyelmeztet a közelgő végre; hivatkozik Russell 1874-ben írt de csak 1877-ben kiadott The Object and Manner of our Lord's Return c. könyvére, mely beszámol arról, hogy Jézus eljövetelével megáldja majd a Földet és nem tűzbe borítja. Mivel Jézus szellem-lényként támadt fel, szellemként is fog visszatérni. A Biblia Jézus igazi követőit figyelmezteti minderre.

## Téves remények
Amikor 1878-ban ismét elmaradt Jézus eljövetele, Barbour és sok adventista olvasója összetört. Míg Barbour szégyenkezve The False Hope-ként emlegette Elragadtatásuknak elmaradását, addig Russell ezt új elképzelések felállításának lehetőségeként fogta fel: úgy gondolkodott, ha a kronológiát helyesen állították fel és a számítás is helyes volt, akkor csak a várakozásaik lehetnek hibásak: egy láthatatlan folyamat indult el azon a napon; feltételezte, hogy első feltámadásban a hűségesek részesülnek, akik átváltoznak halálalvás nélkül ezen dátum után. Barbour nem fogadta el ezt a nézetet, hanem olvasóival hibákat kezdtek keresni a kronológia kiszámításában. Hamarosan az újság megtelt Nelson H. Barbour, John H. Paton és Charles Taze Russell egymásnak ellentmondó, egymással vitázó cikkeivel – mivel ez Barbour újságja volt, riválisai cikkeibe szerkesztői megjegyzésként írta bele kritikáit. 1879.-ben Russell saját lapot indított (Sioni Őr Torony) és anyagilag is szakított Barbourral.
Barbour ezután több cikket is írt, melyek kritizálták Russellt és az újságját. 1879-ben alapított egy gyülekezetet Rochesterben, amely felvette a Church of the Strangers nevet.
1880-ban új elképzeléseiről értekezett; milyen jelentősége van a Zsidó Templomnak mint szimbólumnak. Erre válaszul Russell megírta a Tabernacle Shadows of the Better Sacrifices, amelyben azt állította, hogy Barbour teljes sötétségben van az igazságot illetőleg. Ettől a ponttól kölcsönösen teljesen elutasították egymás nézeteit.
Felhagyott Jézus láthatatlan jelenlétbe vetett hittel, és visszatért a szokásosabb adventista tanokhoz.
Prédikált Angliában, Ausztrál kolóniákon, Kanadában és sok angolszász országban. Nem vérrel akart téríteni, hanem szellemmel biztatta híveit a prédikálásra; nem akarta megváltani a világot, de fel akarta szabadítani a keresztény hitvallást, hogy kutassák az igazságot -ahogy Jézus mondta.

## Halála, hatása
1905-ben Amerikában nyugaton hazafelé utazva halt meg. Más források szerint viszont 1908-ban érte utol a halál. A gyászjelentését az univerzalista The World's Crisis lap adta közzé, amelyet egy egykori követője, John H. Paton szerkesztett.

## Lásd még
- A Jehova Tanúi története